# 高崎愛梨
高崎 愛梨（たかさき あいり、1987年6月30日 - ）は千葉県出身の歌手。趣味：ネイルアート、音楽鑑賞。特技：ダンス。

## 人物・来歴
- かつては雑誌『ピチレモン』のモデル（ピチモ）として活躍。
- かつてはムーン・ザ・チャイルドに所属していた[1]。
- 週刊ヤングジャンプ『制コレ2005』にも出場したが、ファイナル進出はならなかった。
- 2010年2月10日、ミニアルバム『Blue Bird's Nest』でデビュー。
- 2010年4月28日より3ヶ月連続のレンタル限定シングルをリリース開始。
- 2010年8月4日　1stフルアルバム「First Letter」をリリース。

## ディスコグラフィ

### ミニアルバム
|     | 発売日        | タイトル         | |
| 1st | 2010年2月10日 | Blue Bird's Nest | 1.夏を駆け抜けよう 2.Dream yourself 3.Believe in yourself 4.未来への道～キミ色、キミ模様～ 5.To be yourself 6.Trust myself |

### レンタル限定シングル
|     | 発売日        | タイトル    |                          |
| 1st | 2010年4月28日 | be alive…   | 1.be alive… 2.桜ココロ   |
| 2nd | 2010年5月26日 | 虹の空      | 1.虹の空 2.Pure Love     |
| 3rd | 2010年6月30日 | Summer Time | 1.Summer Time 2.Sparkler |

### オリジナルアルバム
|     | 発売日       | タイトル     | |
| 1st | 2010年8月4日 | First Letter | 1.虹の空 2.桜ココロ 3.Summer Time 4.Oneself 5.be alive… 6.Pure Love 7.消えないmemory･･･ 8.夏を駆け抜けよう 9.Sparkler 10.LOVE&MUSIC! |

## 出演

### 雑誌
- ピチレモン（学習研究社）2000年読者モデルグランプリ（2000年~2005年）

### CM
- NTT東日本「Lモード」（2001年~2004年）
- TOYOTA ECO-PROJECT「空気と人間とクルマ」篇（2002年）